# Trin Trun Tran
Trin Trun Tran è stato un programma televisivo di genere commedia, scritto e condotto da Fabio Alisei, Wender e Paolo Noise per Deejay TV, andato in onda nel 2011 dal lunedì al giovedì dalle 23:30 alle 24:00. La prima puntata è andata in onda il 25 gennaio.

## Il programma
Trin Trun Tran si proponeva di parodiare il popolare programma per bambini Bim bum bam, introducendo riferimenti a droga, sesso, violenza e altri temi adulti.
I principali personaggi del programma erano:
- Fabio: presentatore della trasmissione (Fabio Alisei)
- Pupazzo Lapa: pupazzo con le orecchie rosa, parodia di Uan, che, a detta degli altri personaggi, sembra che faccia uso di sostanze stupefacenti (Paolo Noise)
- Bambino Vincenzo: un bambino con la barba che mostra segni di ritardo mentale (Wender)
- Bambola Arzachena: presenza femminile del programma, resta immobile per tutto il programma per poi svegliarsi e bacchettare uno dei tre conduttori per le volgarità pronunciate; parla con forte accento sardo ed è interpretata da Tania Cambarau.

Uno sketch, i Pivetz, era ispirato ai Tamarri dello Zoo di 105 in versione animata.
Le gag di GaffeMan, interpretato da Wender, erano basate su di un impiegato che si comporta in maniera socialmente inopportuna, ad esempio emettendo rumorose flatulenze ad una riunione. Cistifonzie, interpretato da Fabio Alisei, era un personaggio vestito nello stesso stile del telefilm Happy Days, il quale citofonava a casa di ignare persone esclamando la frase "Songhe Pozzie, cisti Fonzie?" e suscitando spesso l'irritazione dei residenti. Nelle clip The Improbables venivano invece descritti i superpoteri demenziali di una serie di improbabili supereroi, interpretati a turno dai tre conduttori, utilizzabili in un gioco di carte fittizio.